# حسینیه حاجی رضا بیک
حسینیه حاجی رضا بیک مربوط به دوره قاجار است و در بیرجند، خیابان منتظری۶، پلاک ۱۹ واقع شده و این اثر در تاریخ ۱۱ مرداد ۱۳۸۴ با شمارهٔ ثبت ۱۲۵۶۷ به‌عنوان یکی از آثار ملی ایران به ثبت رسیده است.